# ジェファーソン郡 (ワシントン州)
ジェファーソン郡（Jefferson County）は、アメリカ合衆国ワシントン州のオリンピック半島付け根にある郡である。温帯雨林やオリンピック山脈など自然の豊かなことで知られる。2010年国勢調査で、人口は29,872人である。郡庁所在地は、ポートタウンゼンである。第3代アメリカ合衆国大統領、トーマス・ジェファーソンから名づけられている。

## 地理
アメリカ合衆国統計局によると、この郡は総面積5,655 km2 (2,184 mi2) である。このうち4,699 km2 (1,814 mi2) が陸地で956 km2 (369 mi2) が水地域である。総面積の16.91%が水地域となっている。

### 地理的特徴
- w:Hood Canal
- オリンポス山
- オリンピック山脈
- オリンピック半島
- 太平洋
- ピュージェット湾
- w:Queets River
- ファンデフカ海峡

### 主要な高速道路
- アメリカ国道101号線
- ワシントン州道104号線

### 隣接する郡
- アイランド郡 (ワシントン州) - 北東
- キトサップ郡 (ワシントン州) - 南東
- メイソン郡 (ワシントン州) - 南/南東
- グレイズハーバー郡 (ワシントン州) - 南/南西
- クララム郡 (ワシントン州) - 北西

## 人口動静
2000年国勢調査で、この郡は人口25,953人、11,645世帯、及び7,580家族が暮らしている。人口密度は6/km2 (14/mi2) である。3/km2 (8/mi2) の平均的な密度に14,144軒の住宅が建っている。この郡の人種的な構成は92.17%、アフリカン・アメリカン0.42%、ネイティブ・アメリカン2.31%、アジア1.19%、太平洋諸島系0.13%、その他の人種0.76%、及び混血3.02%である。ここの人口の2.06%はヒスパニックまたはラテン系である。
11,645世帯のうち、23.20%が18歳未満の子供と一緒に生活しており、53.60%は夫婦で生活している。8.20%は未婚の女性が世帯主であり、34.90%は家族以外の住人と同居している。28.50%は独身の居住者が住んでおり、11.70%は65歳以上で独居である。1世帯の平均住居者数は2.21人であり、家庭の場合は、2.67人である。
人口の19.80%が18歳未満で、5.00%が18歳から24歳、21.60%が25歳から44歳、32.50%が45歳から64歳、21.10%が65歳以上である。平均年齢は47歳である。女性100人に対し、95.80人が男性である。18歳以上の女性100人に対し、94.40人が18歳以上の男性である。
この郡の世帯ごとの平均的な収入は37,869 USドルであり、家族ごとの平均的な収入は45,415 USドルである。男性は37,210 USドルに対して女性は25,831 USドルの平均的な収入がある。この郡の一人当たりの収入 (per capita income) は22,211 USドルである。人口の11.30%及び家族の7.20%は貧困線以下である。全人口のうち18歳未満の16.60%及び65歳以上の6.00%は貧困線以下の生活を送っている。

## 市町村
- ポートタウンゼン（郡庁所在地）
- ブリノン (Brinnon)
- マロウストーン (Marrowstone)
- ポートハドロック-アイアンデール (Port Hadlock-Irondale)
- ポートラドロー (Port Ludlow)
- キルセン (Quilcene)